# Cissus pynaertii
Cissus pynaertii är en vinväxtart som beskrevs av De Wild. Cissus pynaertii ingår i släktet Cissus och familjen vinväxter. Inga underarter finns listade i Catalogue of Life.